# Friendshoring
Friendshoring, o allyshoring, es el acto de apoyarse y abastecerse de países que son aliados geopolíticos, como miembros del mismo bloque comercial. Algunas empresas y gobiernos han recurrido al friendshoring como un medio para seguir accediendo a los mercados y cadenas de suministro internacionales y, al mismo tiempo, reducir los riesgos geopolíticos. Sin embargo, esta también puede tener desventajas, como escasez de la producción y también puede limitar la eficiencia económica al priorizar relaciones geopolíticas sobre criterios económicos. 

## Origen
Bonnie Glick utilizó por primera vez el término "allied shoring" al inicio de la pandemia de COVID-19 mientras se desempeñaba como Administradora Adjunta de la Agencia de los Estados Unidos para el Desarrollo Internacional . En junio de 2021, el término "ally-shoring" se utilizó en un artículo de la Brookings Institution, un centro de investigación en Estados Unidos.
En abril de 2022, la secretaria del Tesoro, Janet Yellen, utilizó el término "friend-shoring" en uno de sus discursos sobre las sanciones a Rusia y la relocalización de las cadenas de suministro, Yellen destacó la necesidad de repensar las estrategias de externalización y relocalización; y la Casa Blanca mencionó "ally and friendshoring" en un informe el 2022 sobre cadenas de suministro resilientes.

## Cambio en la política comercial de EE.UU.
La reciente política comercial estadounidense, incluidos el T-MEC y el IPEF (Marco Económico del Indo-Pacífico para la Prosperidad), ha cumplido con el acuerdo de friendshoring.Uno de los efectos de este cambio ha sido un aumento del comercio con México, que en 2023 reemplazó a China como el mayor productor de bienes exportados a Estados Unidos. 

## Ventajas

### Geopolítica
El friendshoring puede ayudar a mitigar el riesgo en la cadena de suministro derivados tensiones geopolíticas con países que ejercen control total sobre el flujo de materiales importantes. Cuando se equilibra adecuadamente con la relocalización, el "friendshoring" puede promover una cadena de suministro resiliente.
El friendshoring también hace que las cadenas de suministro sean más confiables al reducir las dependencias de países con los que no son aliados. Por ejemplo, las empresas que operan en China experimentaron interrupciones sustanciales debido a su política de cero COVID.  Además, las cadenas de suministro globales se han visto dañadas con el caos de la invasión de Ucrania por parte de Rusia en 2022. 

### Eficiencia
Cuando la relocalización no es viable, la estrategia de friendshoring puede ser una práctica útil para mantener las operaciones en el extranjero pero también para mitigar el riesgo, como en el caso de materiales como el litio, que solo están disponibles en partes específicas del mundo y no pueden ser relocalizados.
Aunque el friendshoring prioriza la seguridad y la estabilidad por encima de la reducción de costos, esta estrategia podría generar un incremento en los costos de producción en el corto plazo. No obstante, establecer vínculos comerciales con países aliados puede ser económicamente sostenible a largo plazo, particularmente si se toman en cuenta los posibles gastos derivados de interrupciones en la cadena de suministro o disputas comerciales.

## Desventajas

### Crecimiento
El friendshoring puede potencialmente llevar a productos más caros si los países se alejan de áreas con bajos costos de producción. Economistas han sugerido que el friendshoring puede potencialmente conducir a shocks de oferta y a un menor crecimiento a lo largo del tiempo. 
Este puede provocar una disminución de la eficiencia en el corto plazo. Migrar hacia nuevos proveedores, aunque se encuentren en países considerados aliados, implicará construir relaciones desde cero, definir formas de comunicación y adaptar procesos de trabajo, esto podría reducir la eficiencia y aumentar la probabilidad de errores mientras se logra una coordinación efectiva entre las partes.
La diversificación de proveedores conlleva riesgos que no siempre son evidentes de inmediato y pueden requerir tiempo para ser gestionados adecuadamente. En el corto plazo, las empresas que implementen una estrategia de friendshoring se verán ante un entorno operativo más complejo, ya que deberán analizar e incorporar nuevos proveedores, lo que afectará negativamente la eficiencia y generará una mayor demanda sobre los recursos disponibles.
El Fondo Monetario Internacional (FMI) ha advertido que el friendshoring llevar a una reducción del crecimiento económico. Se estima que las barreras comerciales asociadas al friendshoring podrían llevar a una disminución del 2% en la producción económica mundial, un impacto que se distribuiría de manera desigual entre los distintos países.  En una simulación del FMI, el friendshoring llevaría a una caída de menos del 1% del PIB de Estados Unidos, pero de hasta un 6% en otros países. Los mercados emergentes de Asia, fuera de China, serían los más vulnerables a las consecuencias del friendshoring.  El FMI también concluyó que el friendshoring puede generar riesgos económicos menos diversificados, lo que podría causar más crisis económicas.La Organización Mundial del Comercio estima que la producción global se reduciría en un 5% si el friendshoring resultara en una división entre los bloques comerciales del este y el oeste.